# Psychomyia alkibiades
Psychomyia alkibiades är en nattsländeart som beskrevs av Malicky 2000. Psychomyia alkibiades ingår i släktet Psychomyia och familjen tunnelnattsländor. Inga underarter finns listade i Catalogue of Life.